# Ptygura intermedia
Ptygura intermedia är en hjuldjursart som först beskrevs av Davis 1867.  Ptygura intermedia ingår i släktet Ptygura och familjen Flosculariidae. Arten är reproducerande i Sverige. Inga underarter finns listade i Catalogue of Life.